# Марк Анній Геренній Полліон
Марк А́нній Гере́нній Полліо́н (лат. Marcus Annius Herennius Pollio; друга половина I століття) — політичний та державний діяч часів Римської імперії, консул-суффект 85 року.

## Біографічні відомості
Його батьком був консул-суффект Публій Геренній Полліон. Разом з ним Марк Анній протягом липня-серпня 85 року виконував обов'язки консула-суффекта. Подальші відомості про нього не збереглися.

## Родина
Дружиною Марка Аннія була Гельвідія, дочка філософа Гая Гельвідія Приска.